# هوفربيرجيت
هوفربيرجيت هو جبل في شبه جزيرة في الجزء الجنوبي من بحيرة ستورشون. الجبل، معلم هام ومحمية طبيعية مخصصة لناتورا 2000، يقع داخل بلدية بيرغ في الأجزاء الجنوبية من يمتلاند في شمال السويد.

## وصلات خارجية
- Geological survey conducted on the area surrounding Hoverberget باللغة السويدية
- Hoverberget Nature reserve باللغة السويدية
- Hoverbergsgrottan باللغة السويدية